# Mihnea Motoc
Mihnea Ioan Motoc (n. 11 noiembrie 1966, București, România) este un diplomat român care a îndeplinit funcția de ministru al apărării în guvernul Dacian Cioloș în perioada 2015–2017. Anterior, el fusese ambasador al României în Regatul Unit.

## Educație
Mihnea Motoc s-a născut la 11 noiembrie 1966 în București. El a studiat la Facultatea de Drept din cadrul Universității București (1984-1989). După absolvirea acestora a urmat studii post-universitare în drept internațional privat la Facultatea de Drept a Universității din Nisa (Franța) (1990-1991) și studii de masterat în drept internațional public și comparat la George Washington University din Washington, DC (SUA) (1991-1992).

## Activitate diplomatică
După absolvirea studiilor universitare, Motoc a lucrat ca procuror stagiar la Procuratura din Bolintin Vale și apoi la Procuratura sectorului I din București (1989-1991). În acea perioadă a fost și președinte al Comisiei de Tineret al Asociației Române de drept Umanitar (1990-1991). La începutul anilor '90 ai secolului al XX-lea, el a fost angajat în Ministerul Afacerilor Externe din România. Motoc a lucrat mai mulți ani în diferite posturi din cadrul ministerului: secretar III, diplomat la Departamentul Drepturile Omului și Departamentul Drept Internațional și Tratate (1991-1994), secretar II și director adjunct al Departamentului Drepturile Omului (1994-1996), secretar I și director al Departamentului Uniunea Europeană (1996-1997) și director general, șef al Departamentul pentru Afaceri Europene și Euro-atlantice, având ca atribuții monitorizarea relațiilor României cu UE, NATO, OSCE și alte organizații regionale (1997-1999). 
În plus, Mihnea Motoc a îndeplinit și alte sarcini în calitate de angajat al Ministerului Afacerilor Externe: a condus delegații românești la conferințe internaționale ale ONU, Consiliului Europei, OSCE și UE și a participat la negocierea bazelor politice ale tratatelor cu țările vecine (1992-1996), a fost membru al Secretariatului Permanent al Comitetului interministerial pentru Integrare Europeană (1996-1998) și al International Humanitarian Fact Finding Commission (1996-2000).
El a fost numit apoi ca ambasador extraordinar și plenipotențiar al României în Regatul Țărilor de Jos și reprezentant permanent pe lângă Organizația pentru Interzicerea Armelor Chimice (OIAC) (1999-2001), îndeplinind pentru o perioadă și funcția de vicepreședinte al Consiliului Executiv al OIAC (2000). Motoc a revenit apoi în centrala Ministerului Afacerilor Externe pe postul de secretar de stat pentru integrare europeană și afaceri multilaterale (2001-2003). În calitate de secretar de stat, el a îndeplinit și alte atribuții: președintele Autorității Naționale de Securitate (2001 și 2002), Coordonator Național al Pactului de Stabilitate pentru Europa de Sud-Est (2001-2003), președintele Comisiei Interministeriale pentru aderarea României la NATO (2001-2003) și șef al delegației României la negocierile pentru aderarea la NATO (2003).
În anul 2003 Mihnea Motoc a fost trimis ca ambasador extraordinar și plenipotențiar și reprezentant permanent al României pe lângă Organizația Națiunilor Unite, îndeplinind această funcție timp de 5 ani. În această calitate, el a fost în anii 2004-2005 reprezentant al României în Consiliul de Securitate al ONU. Motoc a fost transferat în 2008 ca ambasador extraordinar și plenipotențiar și șef al Reprezentanței Permanente a României pe lângă Uniunea Europeană.
Pe 18 noiembrie 2014, președintele Traian Băsescu a semnat decretul de numire a lui Mihnea Motoc ca ministru de externe, după demisia lui Teodor Meleșcanu.
Pe 24 noiembrie 2014, Mihnea Motoc a renunțat să mai fie nominalizat pentru postul de ministru de Externe după ce soția sa, judecătoarea Iulia Motoc, magistrat la Curtea Europeană a Drepturilor Omului, i-a sesizat faptul că o astfel de numire i-ar crea ei o situație de incompatibilitate la CEDO.
Mandatul de reprezentant la Uniunea Europeană s-a încheiat în aprilie 2015, atunci el fiind numit ambasador al României în Regatul Unit.

## Viață personală
Mihnea Motoc este căsătorit cu Iulia Motoc, în prezent judecător la Curtea Europeană a Drepturilor Omului. Ei au împreună un fiu.

## Distincții
În semn de apreciere a activității sale, Mihnea Motoc a fost distins cu mai multe decorații. Astfel, președintele Emil Constantinescu l-a decorat în anul 2000 cu Ordinul național „Pentru Merit” al României în grad de Comandor „pentru servicii deosebite aduse în politica externă a țării” și președintele Traian Băsescu în anul 2007 cu Ordinul Meritul Diplomatic în grad de Ofițer „în semn de înaltă apreciere pentru activitatea remarcabilă desfășurată în cadrul Ministerului Afacerilor Externe, prin care a asigurat reprezentarea cu succes a strategiilor de politicã externă ale României”.